# Alsótátrafüred
Alsótátrafüred (szlovákul Dolný Smokovec, németül Bad Schmecks vagy Unterschmecks) Magastátra város része, korábban Ótátrafüred településrésze Szlovákiában, az Eperjesi kerület Poprádi járásában. Üdülőtelepülés mintegy 1000 lakossal.

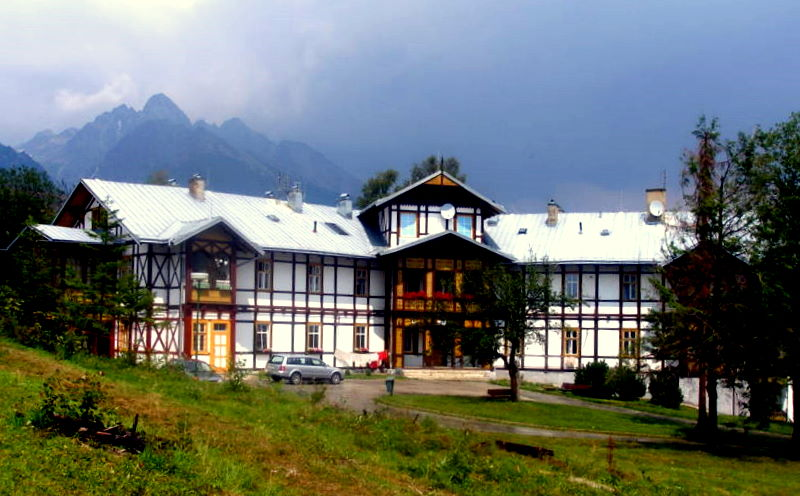
Az alsótátrafüredi gyógyintézet

## Fekvése
Ótátrafüred központjától 1 km-re délkeletre, a poprádi út mellett fekszik. Koordinátája: é. sz. 49° 08′ 00″, k. h. 20° 15′ 00″49.133333°N 20.250000°E

## Nevének eredete
Neve az ószláv smok = kígyó, sárkány, manó jelentésű főnévből ered. Az -ovec szláv helynévképző.

## Története
Az üdülőtelep 1881-ben keletkezett Bohus József tanító kezdeményezésére, aki Alsóerdőfalva határában diákmenedékház építésébe kezdett, de pénzhiány miatt el kellett adnia a Szepesi Hitelbanknak, akik jómódúaknak adták tovább a területet. Ezután jól kiépített fürdőteleppé vált, ahol szanatóriumok épültek. A trianoni diktátumig Szepes vármegye Szepesszombati járásához tartozott, majd Csehszlovákiához csatolta.
1931-ben épült meg a korszerű gyógyintézet. 1947-ig Alsóerdőfalvához tartozott, akkor Ótátrafüredhez csatolták.1958-ban Pod Lesom (Erdőalja) lakónegyed épült fel. 1999 óta pedig Magastátra város része. Lakossága főleg a tátrai idegenforgalomból él.

## Nevezetességei
- Kápolna (1890)
- Sládkovič-villa (1883)
- Hollý-villa (1884)
- Kollár-villa (19. század)
- Kalinčiak-villa (1900)
- Alsótátrafüredi gyógyintézet (1930)